# Arctosa stigmosa
Arctosa stigmosa is een spinnensoort in de taxonomische indeling van de wolfspinnen (Lycosidae).
Het dier behoort tot het geslacht Arctosa. De wetenschappelijke naam van de soort werd voor het eerst geldig gepubliceerd in 1875 door Tord Tamerlan Teodor Thorell.